# Bisdom Ieper

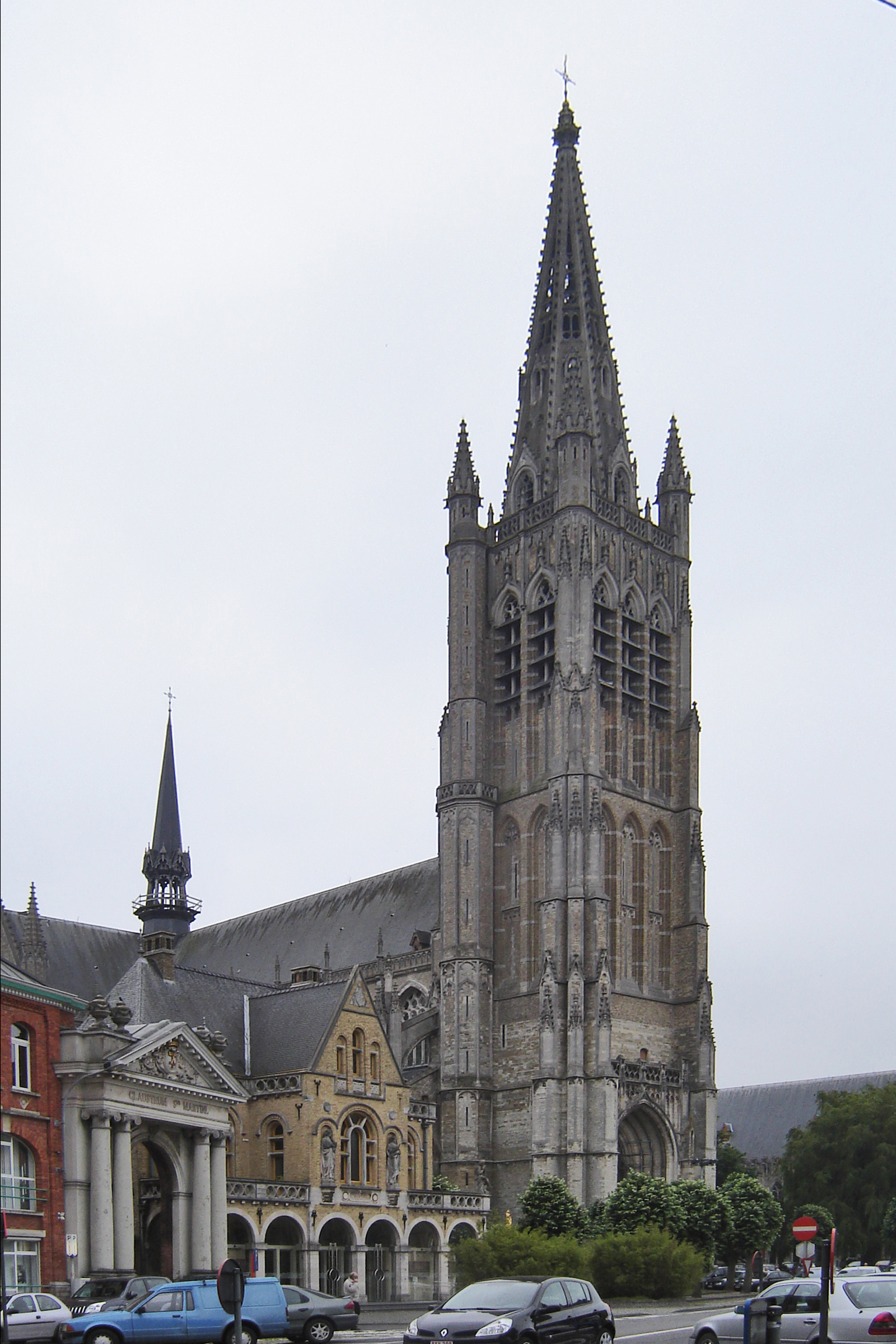
De Sint-Maartenskathedraal te Ieper.

Het bisdom Ieper (Latijn: Dioecesis Yprensis) was een zelfstandig diocees (bisdom) dat op 12 mei 1559 met de bul Super universas werd opgericht. De bisschopszetel was de Sint-Maartenskathedraal te Ieper. 
Het grondgebied van het bisdom Ieper bestond uit dat deel van het bisdom Terwaan dat in het graafschap Vlaanderen lag.
Tijdens de reorganisatie onder Napoleon werd het bisdom op 29 november 1801 opgeheven en grotendeels ingelijfd bij het bisdom Gent en later (1834) bij het heropgerichte bisdom Brugge; het gedeelte dat tot het Franse Noorderdepartement behoorde (de oostelijke helft van het huidige arrondissement Duinkerke), werd bij het hertekende bisdom Kamerijk gevoegd.

## Bisschoppen
Een van de bekendste bisschoppen is Cornelius Jansenius. Hij is echter niet zozeer bekend omwille van zijn bisschopsambt op zich, maar eerder door zijn postuum uitgegeven studie van Augustinus, waardoor hij als inspiratiebron diende voor het jansenisme.